# Dornbirner Bulldogs
Dornbirner Bulldogs (tidigare Dornbirner EC) är en professionell ishockeyklubb från Dornbirn i Österrike. De spelar i den österrikiska högstadivisionen sedan 2012.
Klubbens färger är svart och vitt och klubben skapades år 1992 med namnet Dornbirner EC.

## Historia
Klubben grundades 1992 och de spelar på Messestadion med en kapacitet på 2720 personer.